# Kloster Schliersee

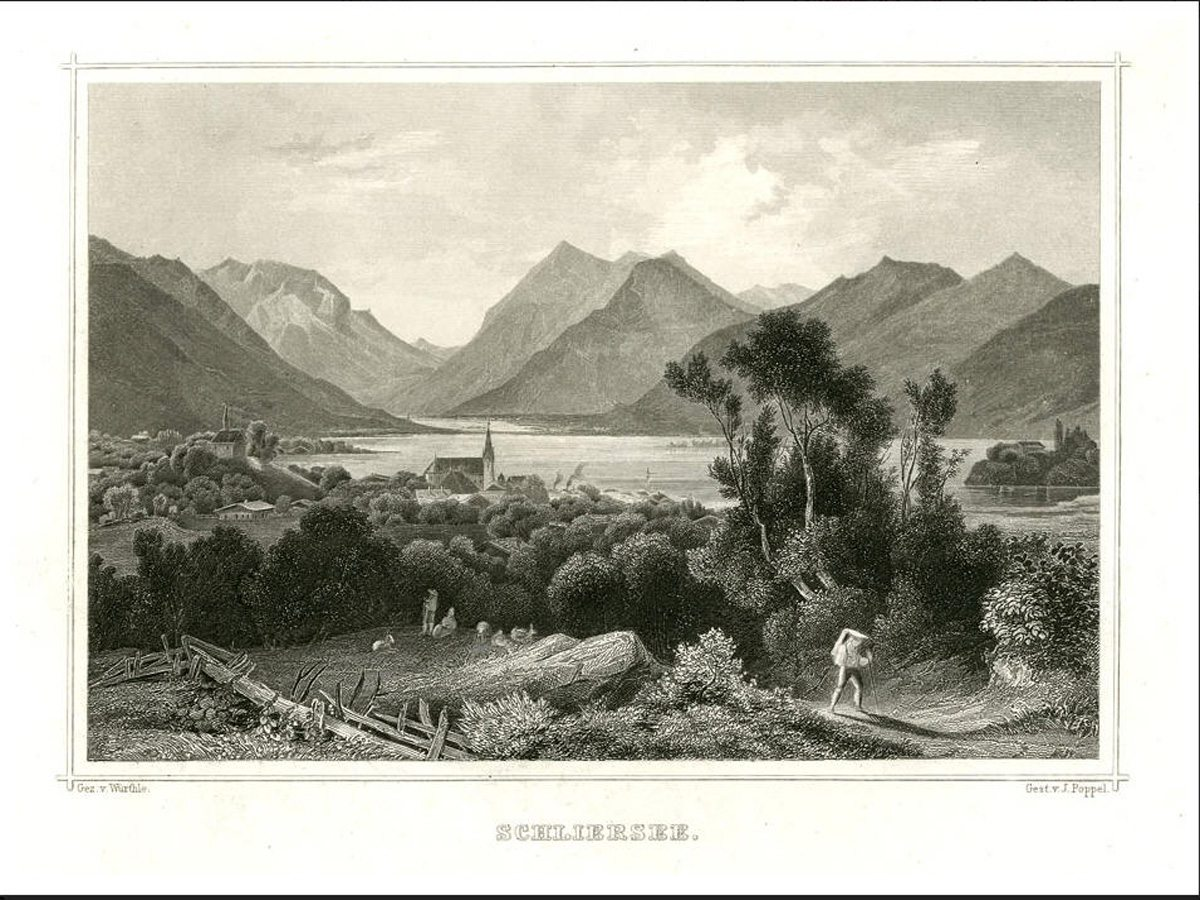
Schliersee vom Kirchbichl aus, auf dem das erste Kloster gegründet wurde

Das Kloster Schliersee  war ein ehemaliges Kollegiatstift in Schliersee in Bayern in der Diözese Freising.

## Geschichte
Das später dem hl. Sixtus geweihte Kloster wurde um 770 gegründet und wird in einer Urkunde vom 21. Januar 779 als „Zelle am Slyrse“ erstmals schriftlich erwähnt. Nach der Gründungslegende wählten die Brüder Adalunc, Hiltipalt, Kerpalt, Antoni und Otakar – der weltlichen Geschäfte überdrüssig – den locus Schliersee, um dort eine cellula zu errichten. Die Weihe der dazugehörigen kleinen Kirche wurde vom Freisinger Bischof Arbeo vorgenommen. Da dessen Amtszeit 764 begann und auf der Synode von Dingolfing von 772 bereits ein Abt von Schliersee anwesend war, muss die Klostergründung zwischen diesen beiden Jahren liegen.
Die Herkunft der Gründer, fünf adelige Brüder, ist nicht eindeutig gesichert und wird etwa mit den Ahnen der Wittelsbacher, den Falkensteinern oder den Waldeckern in Verbindung gebracht. Die Brüder kommendierten sich dem Schutz und der Herrschaft Arbeos; dieser setzte ihnen einen vir venerabilis namens Perhtcoz aus dem Freisinger Klerus als magister vor. Die Brüder bildeten selbst den ersten Schlierseer Konvent, nach zwei Jahren wählten sie Perhtcoz zu ihrem Abt und ließen ihn von Bischof Arbeo nach der Benediktinerregel ordinieren. Dieses Prozedere wurde auch bei den nachfolgenden Äbten beibehalten. Die Gründungsgeschichte ließ man am 21. Januar 779 im Kloster aufzeichnen. Der nächste Abt war ein Warmunt, der bis zu seinem Lebensende auch in den Diensten der Freisinger Kirche stand. Am 1. Mai 809 nahmen die Äbte Warmunt und Cundheri an einer Freisinger Synodalsynode teil, d. h. Schliersee war zu einem integralen Teil des Bistums Freising geworden.

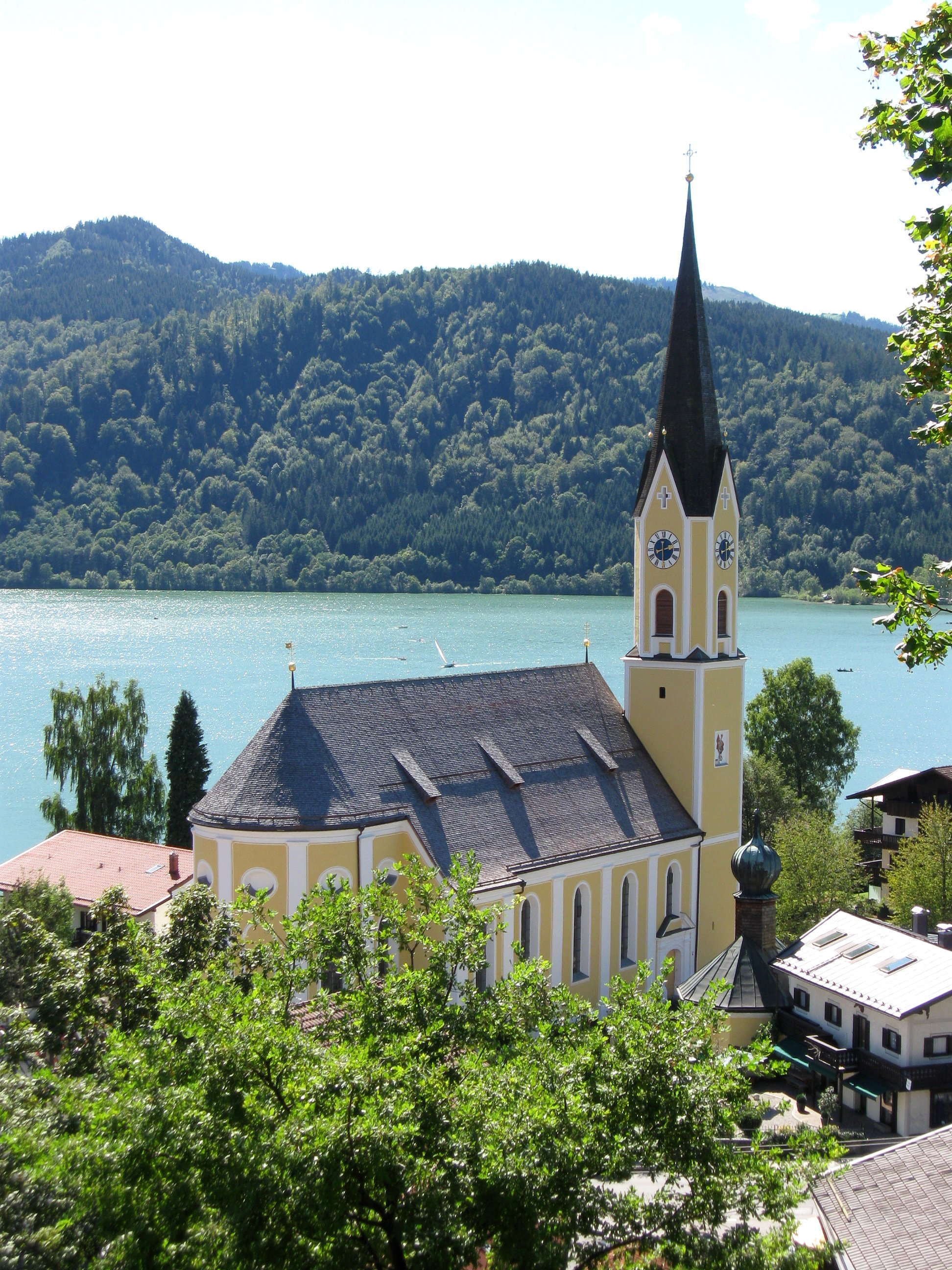
Katholische Pfarrkirche St. Sixtus in Schliersee, wo das zweite Kloster stand

Das damalige Kloster befand sich noch nicht im heutigen Ort Schliersee, sondern auf dem Kirchbichl zwischen Westenhofen und Hausham. Nachdem das Kloster in den Ungarnstürmen des 10. Jahrhunderts vermutlich untergegangen war, gründete es Bischof Otto von Freising im Jahre 1141 neu und verlegte es an den Ort der heutigen Pfarrkirche St. Sixtus in Schliersee. Ursprünglich ein Benediktinerkloster, war es von 1260 bis 1493 Kollegiatstift. Die Kanoniker wohnten auf kleinen Höfen, die um die Kirche lagen und mit denen sie ihren Lebensunterhalt sicherten.
1493/95 wurde das Stift auf Veranlassung Herzog Albrechts IV. des Weisen gegen den Widerstand der Kanoniker an die Frauenkirche nach München verlegt und dort 1803 durch die Säkularisation aufgehoben.
Reihe der Pröpste
Pröpste des Benediktinerklosters:
- Ellenhard, 1075
- Eppo, 1089
- Rudolf, 1113

Pröpste des Kollegiatstiftes:
- Heinrich I., 1166, 1177
- Ortwin von Humblen, 1181, 1200
- Tagino, 1212, 1223
- Friedrich I. von Montalban, 1258, 1279
- Otto von Tor, 1280–1316
- Friedrich II. Falkner, 1322, † 1325
- Heinrich II. Schenk, 1326–1328
- Hermann von Nannhofen, 1336–1352
- Jakob von Nannhofen, 1352–1364
- Conrad von Grunertshofen, 1365
- Johann Gerold, 1371, † 1386
- Hildebrand von Kammer, 1402, 1410
- Johann Tuerndl, 1417, 1418
- Sylvester, 1428, 1430
- Wigulejus von Rohrbach, 1453, † 1456
- Leonhard Mauter, 1459–1476
- Peter Rudolf, 1476–1486
- Jakob Rudolf, 1495